# Phrudocentra vivida
Phrudocentra vivida là một loài bướm đêm trong họ Geometridae.